# Portia de Rossi
Portia de Rossi, właśc. Portia Lee James DeGeneres (ur. jako Amanda Lee Rogers 31 stycznia 1973 w Horsham) – australijska aktorka, występowała w roli prawniczki Nelle Porter w serialu Ally McBeal.

## Życiorys
Urodziła się 31 stycznia 1973 roku w Horsham w Australii, jako drugie dziecko Margaret i Barry’ego Rogersów; ma starszego brata Michaela. Dorastała w leżącym niedaleko Melbourne miasteczku Geelong, w dzielnicy Grovedale. Od dziecka grała w reklamach TV i pracowała jako modelka. Mając 15 lat zdecydowała się zmienić imię na Portia de Rossi. W 2005 roku w wywiadzie dla magazynu The Advocate aktorka wyjawiła, że imię Portia zaczerpnęła z dzieła Williama Szekspira Kupiec wenecki, natomiast włoskie nazwisko wydawało jej się niespotykane i wyrafinowane.
Studiowała prawo na University of Melbourne, ale przerwała studia, decydując się na karierę aktorską. Po sukcesie jej australijskiego filmu Syreny, w 1994 roku, przeprowadziła się do Los Angeles. W 1996 roku wyszła za mąż za reżysera filmów dokumentalnych, Mela Metcalfe, co, jak wyznała, miało pomóc jej w zdobyciu zielonej karty. Stała się znana szerokiej publiczności wraz z pojawieniem się serialu Ally McBeal.
W tym okresie aktorka zachorowała na anoreksję, obawiała się również publicznego ujawnienia swojej homoseksualnej orientacji.
W latach 2000–2004 była związana z piosenkarką Francescą Gregorini. W 2004 roku związała się z aktorką i komiczką Ellen DeGeneres i oficjalnie wyznała, że jest lesbijką. Panie pobrały się 16 sierpnia 2008 roku w ogrodzie wspólnego domu w Beverly Hills. Na prywatną ceremonię zaproszono jedynie dziewiętnaście osób. Dnia 6 sierpnia 2010 wystąpiła do Sądu Najwyższego Los Angeles z wnioskiem o zmianę nazwiska na Portia Lee James DeGeneres. Decyzja została rozpatrzona pozytywnie 23 września 2010 roku. Niemniej jednak aktorka zawodowo pozostała przy nazwisku Portia de Rossi.
Miesiąc później aktorka wydała swą pierwszą książkę zatytułowaną Unbearable Lightness. Opowiada w niej o swojej wieloletniej (wygranej) walce z anoreksją.
Działa na rzecz mniejszości seksualnych, m.in. w szeregach organizacji Gay & Lesbian Alliance Against Defamation (GLAAD).

## Filmografia
| Rok                   | Film                                            | Rola                                        | Uwagi                              |
| --------------------- | ----------------------------------------------- | ------------------------------------------- | ---------------------------------- |
| 1993                  | Syreny                                          | Giddy                                       |                                    |
| 1995                  | The Woman in the Moon                           | Shauna                                      |                                    |
| 1995–1996             | Too Something                                   | Maria Hunter                                | 22 odcinki                         |
| 1996–1997             | Nick Freno: Licensed Teacher                    | Elana Lewis                                 | 22 odcinki                         |
| 1997                  | Veronica’s Closet                               | Carolyn                                     | 1 odcinek: ‘Veronica’s First Date’ |
| 1997                  | Krzyk 2                                         | Murphy, siostra uczelnianego stowarzyszenia |                                    |
| 1998                  | Astoria                                         |                                             | film TV                            |
| 1998                  | Girl                                            | Carla Sparrow                               |                                    |
| 1998                  | A Breed Apart                                   | Lana Collins                                | film TV                            |
| 1998–2002             | Ally McBeal                                     | Nelle Porter                                | 89 odcinków                        |
| 1999                  | The Invisibles                                  | Joy                                         |                                    |
| 1999                  | American Intellectuals                          | Sarah                                       |                                    |
| 1999                  | Stygmaty                                        | Jennifer Kelliho                            |                                    |
| 1999                  | Ally                                            | Nelle Porter                                | 12 odcinków. Ally McBeal spin-off  |
| 2001                  | Women in Film                                   | Gina                                        |                                    |
| 2001                  | Paparazzi                                       | Tess Donelly                                |                                    |
| 2002                  | Żar                                             | Jackie Lawrence                             | film TV                            |
| 2002                  | Strefa mroku                                    | Laurel Janus                                | 1 odcinek: ‘Dead Man’s Eyes’       |
| 2003                  | Two Girls from Leemore                          |                                             |                                    |
| 2003                  | America’s Prince: The John F. Kennedy Jr. Story | Carolyn Bessette-Kennedy                    | film TV                            |
| 2003                  | Mister Sterling                                 | Lauren Barnes                               | 2 odcinki                          |
| 2003                  | Na własne oczy                                  | Emily Thompson                              |                                    |
| 2003                  | Pechowe tournée                                 | Hilary Hunter                               |                                    |
| 2003–2006, 2013, 2018 | Bogaci bankruci                                 | Lindsay Bluth Fünke                         |                                    |
| 2004                  | Hotel umarlaków                                 | Kelly                                       |                                    |
| 2005                  | Przeklęta                                       | Zela                                        |                                    |
| 2007–2009             | Bez skazy                                       | Olivia Lord                                 | 10 odcinków                        |
| 2009–2010             | Korporacja według Teda                          | Veronica Palmer                             | 26 odcinków                        |
| 2012                  | The Smart One                                   | Judith Swann                                | film TV                            |
| 2014-2017             | Skandal                                         | Elizabeth North                             |                                    |

## Nagrody
- Nagroda Gildii Aktorów Ekranowych Najlepszy zespół aktorski w serialu komediowym: 1999 Ally McBeal